# Kulpa
Kulpa (zm. 1360) – trzynasty chan Złotej Ordy w latach 1359-1360.
Był synem Dżany Bega. Po zamordowaniu ojca wystąpił przeciw bratu Berdi Begowi. Po jego zamordowaniu przejął na krótko władzę. Jego władzy nie uznał inny brat Newruz, który zdołał opanować dużą część państwa. Kulpa został zamordowany z jego rozkazu. Nawruz został kolejnym chanem. 